# 고게역
고게역(일본어: 郡家駅)은 일본 돗토리현 야즈군 야즈정에 위치한 서일본 여객철도 · 와카사 철도의 철도역이다. 인비 선의 소속역이며, 이 역을 기점으로 하는 와카사 철도 와카사 선의 기.종착 역할을 한다. 단선 · 섬식의 형태를 합친 2면 3선 구조의 복합 승강장을 갖춘 지상역이다.

## 타는 곳
| 1 | ■ 와카사 선 | -    | 와카사 방면                 |                          |
| 1 | ■ 인비 선   | 상행 | 돗토리 방면                 | 와카사 선으로부터의 직통 |
| 2 | ■ 인비 선   | 하행 | 지즈 · 오카야마 · 교토 방면 |                          |
| 2 | ■ 인비 선   | 상행 | 돗토리 · 구라요시 방면      | 통상은 이 승강장         |
| 2 | ■ 와카사 선 | -    | 와카사 방면                 | 돗토리 시점 일부만       |
| 3 | ■ 인비 선   | 상행 | 돗토리 · 구라요시 방면      | 교행 때만                |

## 역 주변
- 국도 제29호선
- 돗토리 현 야즈 청사
- 야즈 정청

## 역사
- 1919년 12월 20일 : 인비케이벤 선(당시) 돗토리 역 - 모치가세 역 간 개업 때 개설.
- 1922년 9월 2일 : 게이벤 선 제도 폐지에 의해, 인비케이벤 선이 인비 선으로 개칭되어, 이 역도 그 소속으로 함.
- 1928년 3월 15일 : 인비미나미 선 개업에 맞춰서, 인비 선이 인비키타 선으로 개칭되어, 이 역도 그 소속으로 함.
- 1930년 1월 20일 : 와카사 선이 하야부사 역까지 개통, 환승역으로 전환.
- 1932년 7월 1일 : 당 역을 포함한 돗토리 역 - 쓰야마 역 간 개통에 의해, 인비키타 선이 현재의 인비 선의 일부가 되어, 당 역도 그 소속으로 함.
- 1987년
  - 4월 1일 : 일본국유철도 분할 민영화에 의해, 서일본 여객철도가 승계.
  - 10월 14일 : 와카사 선이 와카사 철도로 전환되어, 해당 회사와 서일본 여객철도의 공동 사용역으로 변경.
- 1997년 : 미도리노마도구치 영업 개시.
- 2015년 3월 23일 : 고게 역사가 새롭게 단장되어, 애칭을 '플래트 피어 · 야즈'로 함.

## 인접 역
| 서일본 여객철도 인비 선 | 서일본 여객철도 인비 선 | 서일본 여객철도 인비 선    |
| ----------------------- | ----------------------- | -------------------------- |
| 히가시코게 돗토리 방면  | ■ 인비 선               | 가와하라 히가시쓰야마 방면 |
| 와카사 철도 와카사 선   |                         |                            |
| 시·종착역               | ■ 와카사 선             | 야즈코코마에 와카사 방면   |